# Нікола Петров
Нікола Петров (болг. Никола Петров 20 серпня 1881, Видин — 10 грудня 1916, Софія) — болгарський художник-пейзажист, графік, що звертався також до жанру портрета. Один із оригінальних представників нового болгарського мистецтва початку XX століття, Нікола Петров встиг за відпущений йому короткий термін не тільки повністю оволодіти акварельною і масляною живописною технікою, а й знайти у живописі свою особливу ноту.

## Життя і творчість
Нікола Петров народився 20 серпня 1881 року у Видині , маленькому місті-фортеці на березі Дунаю, що служить природним кордоном між Болгарією і Румунією. Із заходу від Видина проходить сухопутний кордон між Болгарією і Сербією.
Уже в початкових класах шкільні вчителі виявили у хлопчика нахили до мистецтва. Змужнівши, юнак їде в Софію. На час формування другого набору студентів (1899) у нещодавно організовану Державну школу малюнка (згодом Софійська Академії Мистецтв) Нікола Петров приступив до освоєння професії художника .

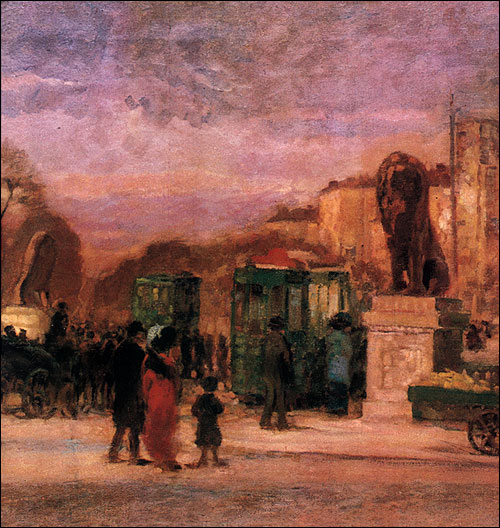
Нікола Петров. Лъвов мост, 1911

Навчався у відомого скульптора Марина Василева і у прославленого болгарського баталіста чеського походження, Ярослава Вешина (чеськ.  Jaroslav Věšín, 1860-1915). Однак Нікола Петров, замість того щоб піти за своїм наставником Вешиним в розробці тем битв і в передачі яскравих пристрастей, залишився вірним власному, ліричному сприйняттю світу, зосередившись головним чином на пейзажі .
У 1903 році Петров приєднався до Товариства сучасного мистецтва, в яке входили молоді противники академізму . У живописі він вважав за краще, як уже було сказано, жанр пейзажу, звертався як до вуличних сцен Софії, так і до приміських ландшафтів або гірських видів. Його манеру відрізняє м'яке сплавлення фарб у єдиний гармонійний акорд, він відтворює на полотні світ стримано-емоційний і цілісний ( «Площа Народних зборів в Софії», 1910; «Стиснена нива», 1914). Художник використовує гранично точні стосовно тону, кольору і форми зображуваного об'єкта барвисті мазки, але нансить їх ніби поволі, невловимими рухами пензля. Нікола Петров писав також портрети.  Зазнав певного впливу імпресіонізму і дівізіонізму.
Помер у віці 35 років від туберкульозу .

<…> тонко вловлений момент мінливого життя природи, пережитий і осмислений так, що він створює якесь нове поетичне поняття.

## Зображення в мережі
- Пейзаж із монастирською стіною. 1904  картон, акварель 35.4 × 27 см.
- Портрет поета [Архівовано 4 березня 2016 у Wayback Machine.]  [Архівовано 4 березня 2016 у Wayback Machine.] Пейчо Славейкова. Полотно, олія 40 × 32 см. [9]
- Пам'ятник царю-визволителю в Софії [Архівовано 19 червня 2015 у Wayback Machine.]  [Архівовано 19 червня 2015 у Wayback Machine.] . Полотно, олія 23 × 40 см.
- Жіночий портрет [Архівовано 4 березня 2016 у Wayback Machine.]  [Архівовано 4 березня 2016 у Wayback Machine.] . Полотно, олія
- Пейзаж, 1914 [Архівовано 4 березня 2016 у Wayback Machine.]  [Архівовано 4 березня 2016 у Wayback Machine.] . Полотно, олія 29 × 40 см.
- Поштова марка Болгарії 1978 року: Нікола Петров. Національний театр, 1912 [Архівовано 5 березня 2016 у Wayback Machine.]  [Архівовано 5 березня 2016 у Wayback Machine.]

## Галерея

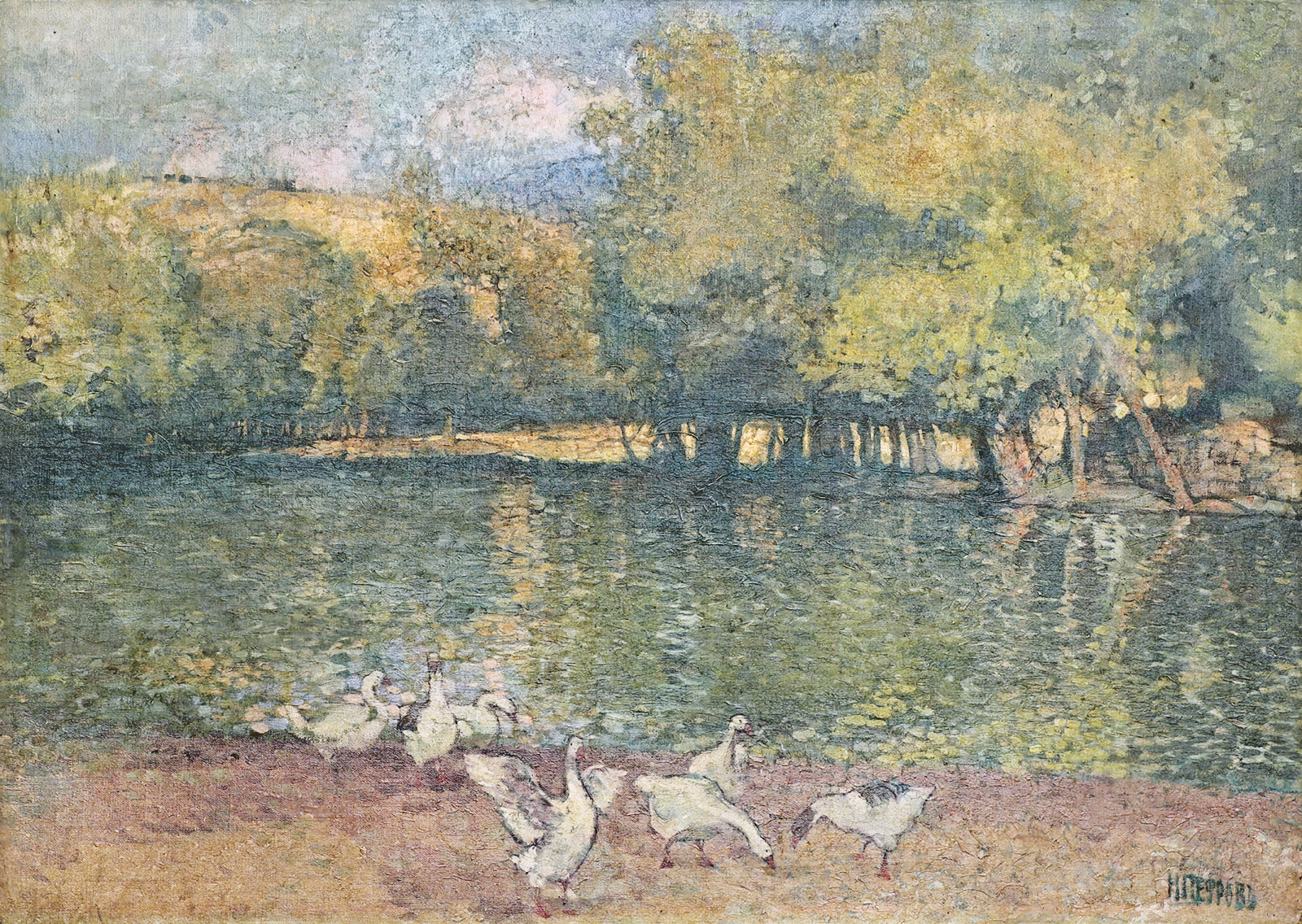
Річка Ерма біля Трина. 1910.
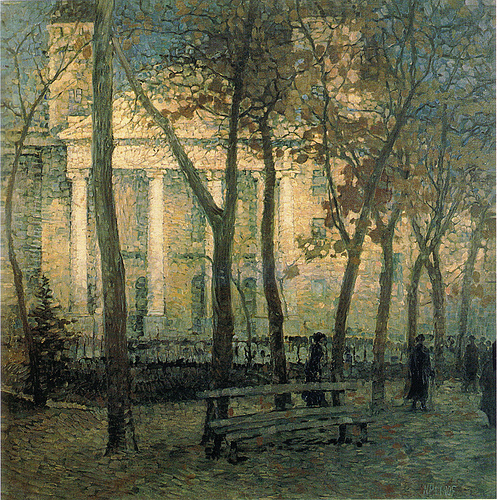
Національний театр, 1912 Полотно, олія 73 × 73 см
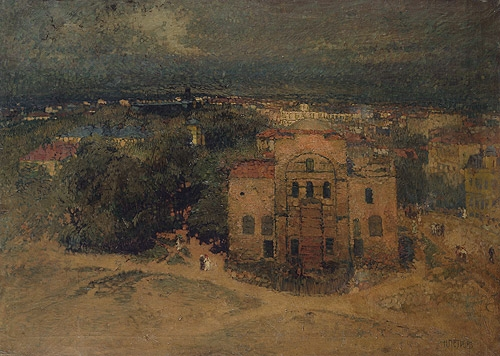
Софійський собор, 1909.

## Література

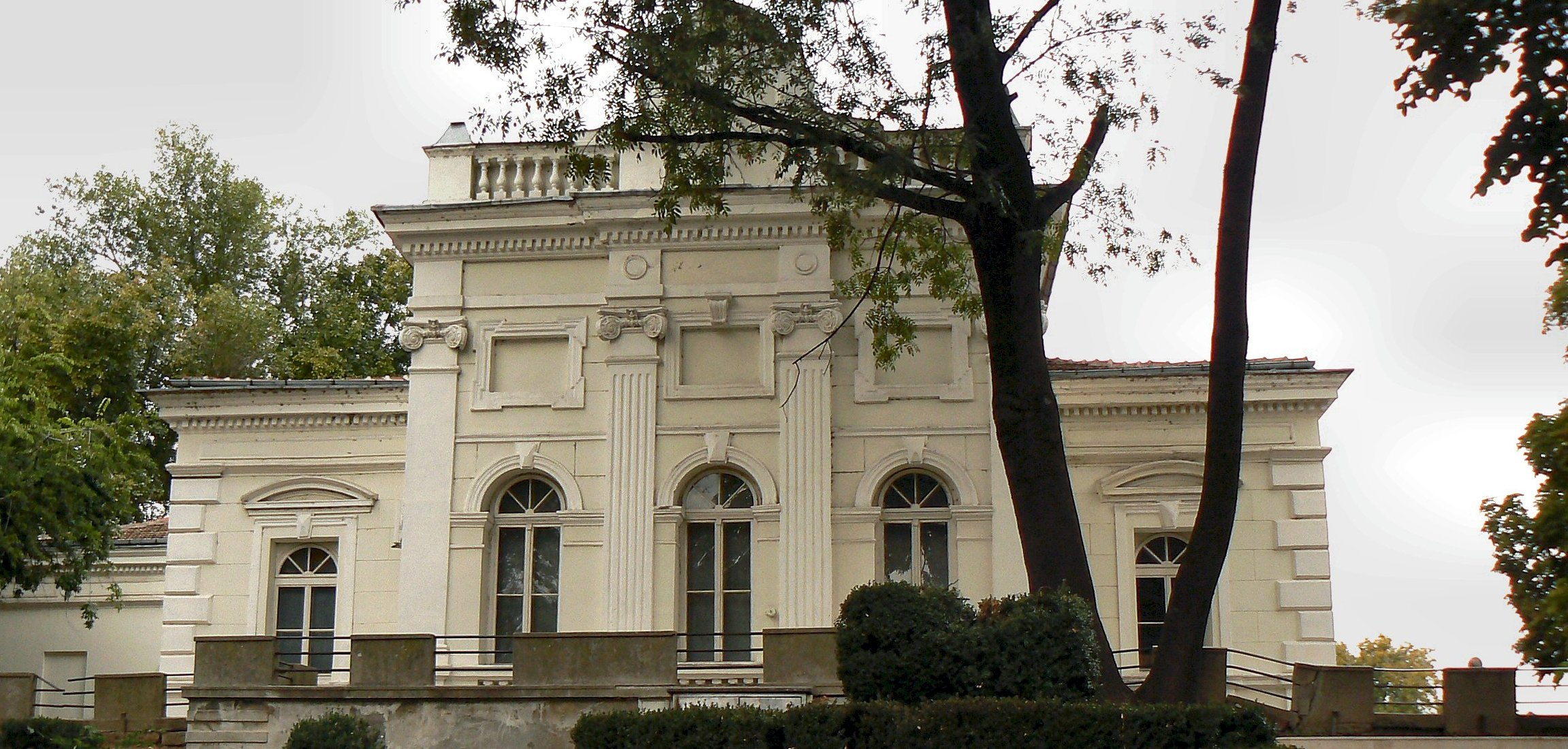
Галерея імені Ніколи Петрова
на батьківщині художника, в місті Видин.